# Де Амель, Кристофер
Кристофер Фрэнсис Риверс де Амель (англ. Christopher Francis Rivers de Hamel; род. 20 ноября 1950, Лондон, Великобритания) — британский историк, библиотекарь и специалист по средневековым манускриптам. Член Королевского исторического общества, Лондонского общества антиквариев, действительный член Колледжа Корпус-Кристи в Кембридже, бывший главный библиотекарь библиотеки Паркера. 

## Биография
Кристофер де Амель родился 20 ноября 1950 года в Лондоне в семье врача Фрэнсиса Александра де Амеля (1923—2014) и писательницы Джоан Литтлдейл Поллок (1924—2011). В одной из своих книг Кристофер рассказывал, что дворянскую приставку «де» к фамилии решил добавить его предок в XIX веке, чтоб придать себе вес. При этом, по заключению Кристофера, родословная была «почти наверняка поддельной». Спустя 5 лет, в 1955 году семья переехала в Новую Зеландию, где Кристофер закончил королевскую среднюю школу в городе Данидин, а затем в 1971 году получил степень бакалавра с отличием в Университете Отаго по специальности «история». По словам самого Кристофера, он увлекся средневековыми рукописями в подростковом возрасте, когда узнал, что некоторое их количество хранится в публичной библиотеке Данидина. В школьные года он регулярно исследовал рукописи, а во время учебы в университете опубликовал каталог часословов, хранящихся в этой библиотеке. В 1979 году Кристофер получил степень доктора философии в Оксфорде за исследование средневековых библейских манускриптов и комментариев к ним. Впоследствии получил почетную степень доктора философии в Университете Сент-Джозеф в Миннесоте (1994) и степень доктора литературы в Университете Отаго (2004).
Помимо академической карьеры, долгое время работал в аукционном доме Сотбис: с 1975 по 1977 годы работал в качестве составителя каталогов средневековых рукописей, затем стал помощником директора, а в 1982 году и директором секции западных иллюминированных манускриптов, занимаясь проверкой подлинности рукописей и составлением их провенанса. В частности, де Амель руководил исследованием и продажей Евангелия Генриха Льва в 1983 году, ставшим одним из самых дорогих проданных манускриптов в истории аукционов. В 1999—2000 годах преподавал в Колледже всех душ в Оксфорде, а в 2000 году был избран на должность хранителя библиотеки Паркера в Кембридже. В качестве хранителя библиотеки де Амель обновил системы климатического контроля в помещениях для хранения рукописей, а так же участвовал в процессе цифровизации всех рукописей, хранившихся в библиотеке. Библиотеку он возглавлял до 2016 года, после чего сконцентрировался на написании книг и проведении публичных лекций.
Помимо прочего, де Амель является членом Клуба Гролье и членом библиофильского Роксбургского клуба с 2001 года. В 2009 году был удостоен чести прочесть Лайелловскую лекцию по библиографии в Оксфорде. Помимо прочего, Кристофер де Амель известен своей собственной коллекцией манускриптов и их фрагментов (более 600), которая хранится в Кембридже. Во многих источниках де Амеля называют «человеком, прикоснувшимся к наибольшему числу манускриптов среди ныне живущих, а возможно, и вообще в истории».

## Литературная деятельность
Первые свои книги Кристофер де Амель публикует в 1980-х годов. В них он рассказывает о процессе и технологии создания средневековых рукописей, а также пишет о роли книг в культуре и обществе того периода. В своей работе «Scribes and Illuminators» де Амель фокусируется на процессе написания книг и нанесения рисунков, рассказывая о каллиграфии и иллюминировании как неотъемлимой части ценных манускриптов Средневековья. Будучи специалистом по библейским манускриптам, в 2001 году де Амель публикует масштабную работу, посвященную истории библейских кодексов, переводов библейских текстов с иврита и греческого на латынь и другие языки, а также эволюции Библии как книжного изделия от манускриптов до печатных изданий XX века.
В 2016 году была опубликована его книга «Meetings with Remarkable Manuscripts», рассказывающая историю двенадцати выдающихся иллюминированных манускриптов эпохи Средневековья, от Евангелия святого Августина до Часослова семьи Спинола. Книга получила ряд престижных премий и отличные отзывы в прессе. Так, в 2016 году книга получила премию Даффа Купера, а в 2017 году — премию Вулфсона в области истории. В 2023 году книга была переведена на русский язык под названием «Манускрипты, изменившие мир».
В последующих своих книгах де Амель продолжает рассказывать истории средневековых манускриптов. Так, одна из публикаций посвящена атрибуции одного из Евангелий библиотеки Паркера (MS-411) и вопрос принадлежности этой рукописи архиепископу Кентерберийскому Томасу Бекету. В 2022 году была издана новая книга де Амеля, «The Posthumous Papers of the Manuscripts Club», рассказывающая об истории хранения рукописей, работе библиотекарей со времен Средневековья и до современности. Эта книга, как и предыдущие, получила положительные оценки в прессе.

## Публикации
Библиография Кристофера де Амеля состоит как из научных монографий, так и из научно-популярных книг для широкого круга читателей:
- Glossed Books of the Bible and the Origins of the Paris Book Trade, Boydell & Brewer (London, England), 1984.
- A History of Illuminated Manuscripts, Phaidon (London, England), 1986.
- Syon Abbey, the Library of the Bridgettine Nuns and Their Peregrinations after the Reformation, Roxburghe Club (London, England), 1991.
- Scribes and Illuminators, British Museum Press (London, England), 1992.
- The Book: A History of the Bible, Phaidon Press (London, England), 2001.
- The British Library Guide to Manuscript Illumination: History and Techniques, British Library (London, England), 2001
- The Rothschilds and Their Collections of Illuminated Manuscripts (British Library, 2005)
- The Macclesfield Alphabet Book: A Facsimile, with Patricia Lovett (British Library, 2010)
- Gilding the Lilly: A Hundred Medieval and Illuminated Manuscripts in the Lilly Library (Lilly Library, Indiana University, 2010)
- Meetings with Remarkable Manuscripts (Allen Lane, 2016)
  - Манускрипты, изменившие мир. Самые удивительные рукописи Средневековья (Бомбора, 2023)
- Making Medieval Manuscripts (Bodleian Library, University of Oxford, 2018)
- The Book in the Cathedral: The Last Relic of Thomas Becket (Allen Lane, 2020)
- The Posthumous Papers of the Manuscripts Club (Allen Lane, 2022)